# Kamer van volksvertegenwoordigers (samenstelling 1936-1939)
De lijst van leden van de Belgische Kamer van volksvertegenwoordigers van 1936 tot 1939. De Kamer van volksvertegenwoordigers telde toen 202 leden.  Het nationale kiesstelsel was in die periode gebaseerd op algemeen enkelvoudig stemrecht voor alle mannelijke Belgen van 21 jaar en ouder, volgens een systeem van evenredige vertegenwoordiging op basis van de methode-D'Hondt, gecombineerd met een districtenstelsel.
De 31ste legislatuur van de Kamer van volksvertegenwoordigers liep van 23 juni 1936 tot 24 februari 1939 en volgde uit de verkiezingen van 24 mei 1936.
Tijdens deze legislatuur waren achtereenvolgens de regering-Van Zeeland II (juni 1936 - oktober 1937), de regering-Janson (oktober 1937 - mei 1938), de regering-Spaak I (mei 1938 - februari 1939) en de regering-Pierlot I (februari - april 1939) in functie. Van Zeeland II, Janson en Spaak I steunden op een meerderheid van katholieken, liberalen en socialisten. Pierlot I op een meerderheid van katholieken en socialisten. De regering-Pierlot I was echter instabiel en viel al na twee weken. Er werden vervroegde verkiezingen uitgeschreven.
De oppositie bestond dus uit de Vlaams-nationalisten, de rexisten, de communisten en vanaf februari 1939 ook uit de liberalen.

## Zittingen
In de 31ste zittingsperiode (1936-1939) vonden zeven zittingen plaats. Van rechtswege kwamen de Kamers ieder jaar bijeen op de tweede dinsdag van november.
| Zitting               | Opening          | Sluiting        |
| --------------------- | ---------------- | --------------- |
| buitengewone zitting  | 23 juni 1936     | 1 augustus 1936 |
| buitengewone zitting  | 27 oktober 1936  | 7 november 1936 |
| 3de zitting 1936-1937 | 10 november 1936 | 27 juli 1937    |
| buitengewone zitting  | 7 september 1937 | 5 november 1937 |
| 5de zitting 1937-1938 | 9 november 1937  | 29 juli 1938    |
| buitengewone zitting  | 4 oktober 1938   | 4 november 1938 |
| 7de zitting 1938-1939 | 8 november 1938  | 6 maart 1939    |

## Samenstelling
| Begin legislatuur (1936) | Begin legislatuur (1936) | Begin legislatuur (1936) | Einde legislatuur (1939) | Einde legislatuur (1939) | Einde legislatuur (1939) |
| Fractie                  | Fractie                  | Zetels                   | Fractie                  | Fractie                  | Zetels                   |
| ------------------------ | ------------------------ | ------------------------ | ------------------------ | ------------------------ | ------------------------ |
|                          | Socialisten              | 70                       |                          | Socialisten              | 70                       |
|                          | Katholieken              | 63                       |                          | Katholieken              | 63                       |
|                          | Liberalen                | 23                       |                          | Liberalen                | 23                       |
|                          | Rexisten                 | 21                       |                          | Rexisten                 | 20                       |
|                          | Vlaams-nationalisten     | 16                       |                          | Vlaams-nationalisten     | 16                       |
|                          | Communisten              | 9                        |                          | Communisten              | 9                        |
|                          |                          |                          |                          | Onafhankelijk            | 1                        |

Wijzigingen in fractiesamenstelling:
- In 1937 werd Gustaaf Sap (katholiek) uit zijn fractie gezet als gevolg van een ophefmakende interpellatie over malversaties bij de Nationale Bank, gericht tegen eerste minister Paul van Zeeland. Nadat bleek dat deze interpellatie een grond van waarheid had, werd hij in 1938 opnieuw toegelaten in de fractie.
- In 1937 neemt Alfred Olivier (rexist) samen met alle opvolgers in het arrondissement Brussel ontslag om gedeeltelijke verkiezingen uit te lokken. Deze vonden plaats in april 1937. Léon Degrelle, de leider van de rexisten, nam het in deze verkiezing op tegen de katholiek Paul van Zeeland, die voorgedragen werd door de katholieken, liberalen en socialisten. Van Zeeland won de parlementszetel, maar zetelde als onafhankelijke omdat hij niet enkel door de katholieken was voorgedragen.

## Lijst van de volksvertegenwoordigers
| Volksvertegenwoordiger        | Partij             | Kieskring                 | Opmerkingen |
| ----------------------------- | ------------------ | ------------------------- | --- |
| Frans Van Cauwelaert          | Katholiek          | Antwerpen                 | |
| Robert de Kerchove d'Exaerde  | Katholiek          | Antwerpen                 | Ondervoorzitter en voorzitter van de commissie Economische Zaken en Middenstand, de commissie Landbouw. Tot 14 december 1937 voorzitter van de commissie Financiën en vanaf 14 december 1937 voorzitter van de commissie Binnenlandse Zaken.                                                                            |
| Hendrik Marck                 | Katholiek          | Antwerpen                 | Tot 23 november 1937 ondervoorzitter en voorzitter van de commissie Binnenlandse Zaken, de commissie Justitie, de commissie Posterijen, Telegrafie en Telefonie en de commissie Arbeid en Sociale Voorzorg. |
| Leo Delwaide                  | Katholiek          | Antwerpen                 | |
| Hubert Mampaey                | Katholiek          | Antwerpen                 | |
| Werner Koelman                | Katholiek          | Antwerpen                 | |
| Camille Huysmans              | Socialist          | Antwerpen                 | Parlementsvoorzitter en voorzitter van de commissie Buitenlandse Zaken en Buitenlandse Handel. |
| Willem Eekelers               | Socialist          | Antwerpen                 | |
| Jan-Baptist Samyn             | Socialist          | Antwerpen                 | |
| Frans De Schutter             | Socialist          | Antwerpen                 | |
| Lode Craeybeckx               | Socialist          | Antwerpen                 | |
| Urbain Jamar                  | Socialist          | Antwerpen                 | |
| Jozef Van Santvoort           | Socialist          | Antwerpen                 | |
| Louis Joris                   | Liberaal           | Antwerpen                 | |
| Louis Boeckx                  | Liberaal           | Antwerpen                 | |
| Willem Janssens               | Liberaal           | Antwerpen                 | |
| Carolus Convent               | Rexist             | Antwerpen                 | Vervangt vanaf 9 februari 1937 Luc Hertoghe, die uit ontevredenheid ontslag neemt. |
| Hendrik Borginon              | Vlaams-nationalist | Antwerpen                 | Voorzitter van de Vlaams-nationalistische fractie vanaf 24 april 1936. |
| Emiel Van Hamme               | Katholiek          | Mechelen                  | Vervangt vanaf 8 februari 1938 Philip Van Isacker, die ondervoorzitter van de Kredietbank wordt. |
| Edgar Maes                    | Katholiek          | Mechelen                  | Secretaris vanaf 14 december 1937. |
| Jan Laenen                    | Katholiek          | Mechelen                  | |
| Jean Schaepherders            | Katholiek          | Mechelen                  | |
| Désiré Bouchery               | Socialist          | Mechelen                  | |
| Gaston Fromont                | Socialist          | Mechelen                  | |
| Alphonse Van Hoeck            | Katholiek          | Turnhout                  | Secretaris tot 14 december 1937 en vanaf 14 december 1937 ondervoorzitter en voorzitter van de commissie Landsverdediging, de commissie Posterijen, Telegrafie en Telefonie, de commissie Verkeerswezen en de commissie Arbeid en Sociale Voorzorg.                                                                     |
| Jan-Baptist Rombauts          | Katholiek          | Turnhout                  | |
| Augustinus Hens               | Socialist          | Turnhout                  | |
| Thomas Debacker               | Vlaams-nationalist | Turnhout                  | |
| Karel Pelgroms                | Vlaams-nationalist | Turnhout                  | Vervangt vanaf 23 juni 1936 Arthur Heylen, die verkiest om gedeputeerde van de provincie Antwerpen te blijven. |
| Henri Carton de Wiart         | Katholiek          | Brussel                   | Voorzitter van de katholieke fractie. |
| Corneille Fieullien           | Katholiek          | Brussel                   | Quaestor. |
| Charles du Bus de Warnaffe    | Katholiek          | Brussel                   | |
| Louis Baillon                 | Katholiek          | Brussel                   | |
| Jan Van den Eynde             | Katholiek          | Brussel                   | |
| Jacques Van Buggenhout        | Katholiek          | Brussel                   | |
| Emmanuel De Winde             | Katholiek          | Brussel                   | |
| Albert Marteaux               | Socialist          | Brussel                   | |
| Paul-Henri Spaak              | Socialist          | Brussel                   | |
| Fernand Brunfaut              | Socialist          | Brussel                   | |
| Isabelle Blume-Grégoire       | Socialist          | Brussel                   | |
| Louis Uytroever               | Socialist          | Brussel                   | |
| Léon Meysmans                 | Socialist          | Brussel                   | Vervangt vanaf 24 januari 1939 de overleden Emile Vandervelde. |
| Frans Fischer                 | Socialist          | Brussel                   | Quaestor en voorzitter van de socialistische fractie. |
| François Gelders              | Socialist          | Brussel                   | Secretaris vanaf 18 december 1936. |
| Adolphe Max                   | Liberaal           | Brussel                   | Voorzitter van de liberale fractie. |
| Paul Hymans                   | Liberaal           | Brussel                   | |
| Marcel-Henri Jaspar           | Liberaal           | Brussel                   | |
| Albert Devèze                 | Liberaal           | Brussel                   | |
| Léon Mundeleer                | Liberaal           | Brussel                   | Ondervoorzitter en voorzitter van de commissie Openbaar Onderwijs. Tot 14 december 1937 voorzitter van de commissie Landsverdediging en de commissie Verkeerswezen en vanaf 14 december 1937 voorzitter van de commissie Koloniën en de commissie Justitie.                                                             |
| Staf De Clercq                | Vlaams-nationalist | Brussel                   | |
| Karel Lambrechts              | Vlaams-nationalist | Brussel                   | |
| Xavier Relecom                | Communist          | Brussel                   | |
| Pierre Bosson                 | Communist          | Brussel                   | Vervangt vanaf 27 oktober 1936 de overleden Joseph Jacquemotte. Jacquemotte was tot aan zijn dood op 11 oktober 1936 voorzitter van de communistische fractie. |
| Albert De Coster              | Communist          | Brussel                   | Vervangt vanaf 14 april 1937 de overleden Jean Berlemont. |
| Paul van Zeeland              | Onafhankelijke     | Brussel                   | Vervangt vanaf 14 april 1937 Alfred Olivier (Rexist). Olivier nam op 9 maart 1937 samen met alle opvolgers op de Brusselse REX-lijst ontslag om een tussentijdse verkiezing uit te lokken. Op 11 april 1937 vond deze verkiezing plaats, waarbij de katholiek Van Zeeland verkozen werd. Hij zetelt als onafhankelijke. |
| Pierre Daye                   | Rexist             | Brussel                   | Voorzitter van de rexistische fractie tot 15 juni 1937, een functie die hij vanaf 27 november 1937 opnieuw uitoefende. |
| Robert Motteux                | Rexist             | Brussel                   | |
| Raphaël Sindic                | Rexist             | Brussel                   | |
| Marcel Derudder               | Rexist             | Brussel                   | |
| Albert de Vleeschauwer        | Katholiek          | Leuven                    | |
| Antoine Léonard               | Katholiek          | Leuven                    | Vervangt vanaf 8 december 1937 de overleden Prosper Poullet. |
| Jules Sieben                  | Katholiek          | Leuven                    | |
| Alfons Vranckx                | Socialist          | Leuven                    | |
| Auguste Smets                 | Socialist          | Leuven                    | |
| Jan Vael                      | Socialist          | Leuven                    | |
| Charles Dejaegher             | Liberaal           | Leuven                    | |
| Louis Delvaux                 | Katholiek          | Nijvel                    | |
| Henri Delor                   | Socialist          | Nijvel                    | |
| Henri Lepage                  | Socialist          | Nijvel                    | Vervangt vanaf 14 april 1937 Jules Mathieu, die provinciegouverneur van Luik wordt. |
| Charles-Emmanuel Janssen      | Liberaal           | Nijvel                    | |
| Paul Collet                   | Rexist             | Nijvel                    | |
| René Debruyne                 | Katholiek          | Brugge                    | |
| Frans Desmidt                 | Liberaal           | Brugge                    | |
| Achiel Van Acker              | Socialist          | Brugge                    | Quaestor. |
| Jozef Devroe                  | Vlaams-nationalist | Brugge                    | |
| Jules Coussens                | Katholiek          | Kortrijk                  | |
| Maurice De Jaegere            | Katholiek          | Kortrijk                  | |
| Omer Vandenberghe             | Katholiek          | Kortrijk                  | |
| August Debunne                | Socialist          | Kortrijk                  | |
| Joseph Vandevelde             | Socialist          | Kortrijk                  | |
| Jules Deconinck               | Socialist          | Kortrijk                  | |
| Karel Goetghebeur             | Katholiek          | Veurne-Diksmuide-Oostende | |
| Georges Delputte              | Katholiek          | Veurne-Diksmuide-Oostende | |
| Jeroom Leuridan               | Vlaams-nationalist | Veurne-Diksmuide-Oostende | |
| Julien Peurquaet              | Socialist          | Veurne-Diksmuide-Oostende | |
| Adolphe Van Glabbeke          | Liberaal           | Veurne-Diksmuide-Oostende | |
| Gustave Sap                   | Katholiek          | Roeselare-Tielt           | Zetelt van 24 maart 1937 tot 1 maart 1938 als onafhankelijke. |
| Emile Allewaert               | Katholiek          | Roeselare-Tielt           | |
| Adiel Dierkens                | Socialist          | Roeselare-Tielt           | |
| Reimond Tollenaere            | Vlaams-nationalist | Roeselare-Tielt           | |
| Robert De Man                 | Katholiek          | Ieper                     | |
| Edgard Missiaen               | Socialist          | Ieper                     | |
| Emile Butaye                  | Vlaams-nationalist | Ieper                     | |
| Pieter van Schuylenbergh      | Katholiek          | Aalst                     | |
| Albert Van Hecke              | Katholiek          | Aalst                     | |
| Alfred Nichels                | Socialist          | Aalst                     | |
| Prosper De Bruyn              | Socialist          | Aalst                     | |
| Albert D'Haese                | Vlaams-nationalist | Aalst                     | |
| Clément Behn                  | Liberaal           | Aalst                     | |
| Leo Vindevogel                | Katholiek          | Oudenaarde                | |
| Philippe Behaghel de Bueren   | Rexist             | Oudenaarde                | |
| Alfred Amelot                 | Liberaal           | Oudenaarde                | Secretaris. |
| August De Schryver            | Katholiek          | Gent-Eeklo                | |
| Jules Maenhaut van Lemberge   | Katholiek          | Gent-Eeklo                | |
| Albert Kluyskens              | Katholiek          | Gent-Eeklo                | |
| Adolf Dhavé                   | Katholiek          | Gent-Eeklo                | |
| Louis Duysburgh               | Rexist             | Gent-Eeklo                | |
| August Balthazar              | Socialist          | Gent-Eeklo                | |
| Edward Anseele jr.            | Socialist          | Gent-Eeklo                | |
| Jozef Chalmet                 | Socialist          | Gent-Eeklo                | |
| Désiré Cnudde                 | Socialist          | Gent-Eeklo                | |
| Albert Mariën                 | Liberaal           | Gent-Eeklo                | |
| Hendrik Elias                 | Vlaams-nationalist | Gent-Eeklo                | |
| Jozef De Lille                | Vlaams-nationalist | Gent-Eeklo                | |
| Hendrik Heyman                | Katholiek          | Sint-Niklaas              | |
| Auguste Raemdonck van Megrode | Katholiek          | Sint-Niklaas              | |
| Karel Van Hoeylandt           | Socialist          | Sint-Niklaas              | |
| Joannes Seghers               | Vlaams-nationalist | Sint-Niklaas              | |
| Joseph du Château             | Katholiek          | Dendermonde               | |
| Josephus Steps                | Katholiek          | Dendermonde               | |
| Auguste Van de Velde          | Katholiek          | Dendermonde               | Vervangt vanaf 3 mei 1938 de overleden Edmond Rubbens. |
| Julius De Pauw                | Socialist          | Dendermonde               | Vervangt vanaf 8 december 1936 de overleden Hippolyte Vandemeulebroucke. Vandemeulebroucke was secretaris tot aan zijn dood op 30 november 1936. |
| Ernest Drion du Chapois       | Katholiek          | Charleroi                 | |
| Jean-Elie Bodart              | Katholiek          | Charleroi                 | Is verkozen op een dissidente christendemocratische lijst. |
| Emile Brunet                  | Socialist          | Charleroi                 | |
| Georges Bohy                  | Socialist          | Charleroi                 | |
| Eugène Van Walleghem          | Socialist          | Charleroi                 | Secretaris. |
| Arthur Gailly                 | Socialist          | Charleroi                 | |
| Victor Ernest                 | Socialist          | Charleroi                 | |
| Edmond Leclercq               | Liberaal           | Charleroi                 | |
| Prosper Teughels              | Rexist             | Charleroi                 | |
| Henri Glineur                 | Communist          | Charleroi                 | |
| Désiré Desellier              | Communist          | Charleroi                 | |
| Gustave Debersé               | Katholiek          | Bergen                    | |
| Achille Delattre              | Socialist          | Bergen                    | |
| Louis Piérard                 | Socialist          | Bergen                    | |
| Alphonse Louis Goblet         | Socialist          | Bergen                    | |
| Leo Collard                   | Socialist          | Bergen                    | |
| Victor Maistriau              | Liberaal           | Bergen                    | |
| Juvénal Gandibleux            | Communist          | Bergen                    | |
| Pierre Vouloir                | Katholiek          | Zinnik                    | Verkozen op een dissidente christendemocratische lijst. |
| Gaston Hoyaux                 | Socialist          | Zinnik                    | |
| Emile Schevenels              | Socialist          | Zinnik                    | |
| Joseph Martel                 | Socialist          | Zinnik                    | |
| Arsène Caignet                | Rexist             | Thuin                     | |
| Ernest Petit                  | Socialist          | Thuin                     | |
| Max Buset                     | Socialist          | Thuin                     | |
| Michel Devèze                 | Liberaal           | Thuin                     | |
| Jacques Haustrate             | Katholiek          | Doornik-Aat               | |
| Vincent Cossée de Maulde      | Katholiek          | Doornik-Aat               | |
| Jules Hossey                  | Socialist          | Doornik-Aat               | |
| Ursmar Depotte                | Socialist          | Doornik-Aat               | |
| Gustave Wyns                  | Rexist             | Doornik-Aat               | |
| René Lefebvre                 | Liberaal           | Doornik-Aat               | |
| Pierre Dijon                  | Katholiek          | Hoei-Borgworm             | |
| Arthur Wauters                | Socialist          | Hoei-Borgworm             | |
| Georges Hubin                 | Socialist          | Hoei-Borgworm             | |
| Joseph Pierco                 | Liberaal           | Hoei-Borgworm             | Quaestor. |
| Marcel Philippart de Foy      | Katholiek          | Luik                      | |
| Joseph Merlot                 | Socialist          | Luik                      | |
| René Delbrouck                | Socialist          | Luik                      | |
| Georges Truffaut              | Socialist          | Luik                      | |
| François Van Belle            | Socialist          | Luik                      | Ondervoorzitter en voorzitter van de commissie Volksgezondheid en de commissie Openbare Werken en Werkverschaffing. Tot 14 december 1937 voorzitter van de commissie Koloniën en vanaf 14 december 1937 voorzitter van de commissie Financiën.                                                                          |
| François Sainte               | Socialist          | Luik                      | |
| Paul Gruselin                 | Socialist          | Luik                      | |
| Emile Jennissen               | Liberaal           | Luik                      | |
| Julien Lahaut                 | Communist          | Luik                      | Vanaf 27 oktober 1936 voorzitter van de communistische fractie. |
| Eugène Beaufort               | Communist          | Luik                      | |
| Alice Degeer-Adère            | Communist          | Luik                      | |
| Ursmard Legros                | Rexist             | Luik                      | Voorzitter van de rexistische fractie van 15 juni tot 28 november 1937. |
| Charles Leruitte              | Rexist             | Luik                      | |
| François Knaepen              | Rexist             | Luik                      | |
| Louis Sandront                | Katholiek          | Verviers                  | |
| Sébastien Winandy             | Katholiek          | Verviers                  | Quaestor. |
| Jules Hoen                    | Socialist          | Verviers                  | |
| Mathieu Duchesne              | Socialist          | Verviers                  | |
| René Wintgens                 | Rexist             | Verviers                  | |
| Henri Horward                 | Rexist             | Verviers                  | |
| Emile Blavier                 | Katholiek          | Hasselt                   | |
| Eugeen Frans Verpoorten       | Katholiek          | Hasselt                   | |
| Pieter Ghysen                 | Katholiek          | Hasselt                   | |
| Henricus Ballet               | Vlaams-nationalist | Hasselt                   | |
| Henricus Vaes                 | Katholiek          | Tongeren-Maaseik          | |
| Pierre Beckers                | Katholiek          | Tongeren-Maaseik          | |
| Fernand Philips               | Liberaal           | Tongeren-Maaseik          | Vervangt vanaf 22 november 1938 Paul Neven, die om gezondheidsredenen ontslag neemt. |
| Mathieu Croonenberghs         | Vlaams-nationalist | Tongeren-Maaseik          | Vervangt vanaf 16 november 1937 Jef Deumens, die lid wordt van de Belgische Senaat. |
| Gérard Romsée                 | Vlaams-nationalist | Tongeren-Maaseik          | |
| Jean Merget                   | Katholiek          | Aarlen-Marche-Bastenaken  | |
| Alphonse Collet               | Rexist             | Aarlen-Marche-Bastenaken  | |
| Albert Goffaux                | Socialist          | Aarlen-Marche-Bastenaken  | |
| Jules Poncelet                | Katholiek          | Neufchâteau-Virton        | |
| Albert Fasbender              | Rexist             | Neufchâteau-Virton        | |
| Edmond Jacques                | Socialist          | Neufchâteau-Virton        | |
| Hyacinthe Housiaux            | Katholiek          | Dinant-Philippeville      | Secretaris. |
| Adelin Vermer                 | Rexist             | Dinant-Philippeville      | |
| Jules Blavier                 | Socialist          | Dinant-Philippeville      | |
| Denis Henon                   | Socialist          | Dinant-Philippeville      | |
| Louis Huart                   | Katholiek          | Namen                     | |
| Jean Denis                    | Rexist             | Namen                     | |
| Lucien-Marie Harmegnies       | Socialist          | Namen                     | |
| Joseph Gris                   | Socialist          | Namen                     | |
| Georges Guilmin               | Liberaal           | Namen                     | Vervangt vanaf 14 april 1937 François Bovesse, die provinciegouverneur van Namen wordt. |